# Siatka wielościanu

Siatki czworościanu foremnego

Przykładowe siatki sześcianu foremnego

Siatka wielościanu – przedstawienie wielościanu na płaszczyźnie, powstające poprzez „rozcięcie” niektórych jego krawędzi tak, aby dało się rozłożyć ściany na płaszczyźnie.
Zwykle można to zrobić na wiele różnych sposobów. Siatkę można wykonać dla dowolnego wielościanu wypukłego, dla niewypukłych wielokąty mogą nachodzić na siebie. Siatki można wyciąć z papieru i sklejając odpowiednie krawędzie skonstruować ponownie powierzchnię wielościanu.
Przykładowa siatka bardziej skomplikowanej figury (dwudziestościanu ściętego):
Inne siatki można znaleźć w artykułach dotyczących konkretnych wielościanów, a ich spis znajduje się tutaj.